# Ghiacciaio Friederichsen
Il ghiacciaio Friederichsen (in inglese Friederichsen Glacier) è un ghiacciaio lungo circa 12 km situato sulla costa di Foyn, nella parte orientale della Terra di Graham, in Antartide. Il ghiacciaio, il cui punto più alto si trova 802 m s.l.m., fluisce verso est fino ad entrare nell'insenatura del Gabinetto, vicino al versante settentrionale del monte Hulth, andando così ad alimentare quello che rimane della piattaforma di ghiaccio Larsen C.

## Storia
Il ghiacciaio Friederichsen fu fotografato per la prima volta nel 1947 durante una ricognizione aerea effettuata nel corso della Spedizione antartica di ricerca Ronne, 1947—48, e lo stesso anno una spedizione del British Antarctic Survey, che all'epoca si chiamava ancora Falkland Islands and Dependencies Survey (FIDS), lo esplorò via terra e lo mappò. Proprio il FIDS lo battezzò così in onore di Ludwig Friederichsen, uno cartografo tedesco che nel 1895 pubblicò una mappa basata sulle conoscenze fino ad allora disponibili della Penisola Antartica e delle Isole Shetland Meridionali.